# El Tamuín
El Tamuín è un'area archeologica con tre siti tra i più significativi della cultura huasteca: Tamtok, El Consuelo e Tzintzin - Lujub. I tre siti archeologici si trovano a breve distanza dalla cittadina di Tamuín, nello stato messicano di San Luis Potosí.

## Tamtoc
Tamtoc o Tamtok è un sito di somma importanza per la storia archeologica della Huasteca. Scoperto verso la fine degli anni trenta del XX secolo da Joaquín Meade, Tamtoc è situato in una zona pianeggiante all'interno di un grande meandro del rio Tamuín, comprende più di 50 colline di varia altezza, che all'inizio si confusero con piramidi. 

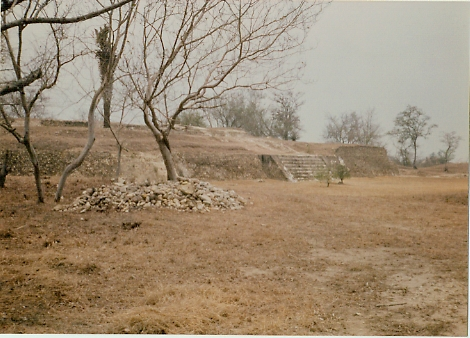
Rovine di El Tamuín.

Il centro ha una piazza cerimoniale con 23 edifici, cinque piattaforme per le celebrazioni rituali, che erano circondate da 13 case circolari e da edifici rettangolati di grandi dimensioni, con ampie terrazze, probabilmente usati per scopi residenziali.
L'insieme fornisce un'idea di come dovrebbe essere stata la vita quotidiana di un gruppo di famiglie nobili, in particolare per l'aspetto religioso e per il culto della fertilità.

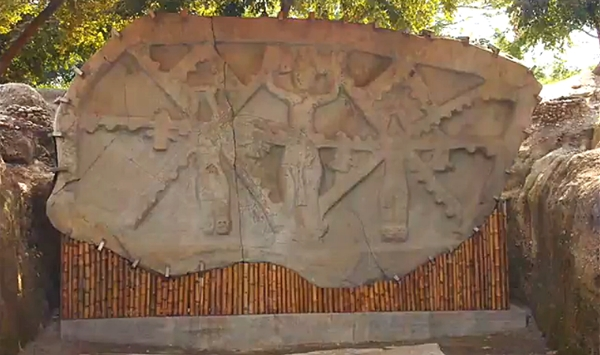
Sito archeologico di Tamtoc - Monumento 32.

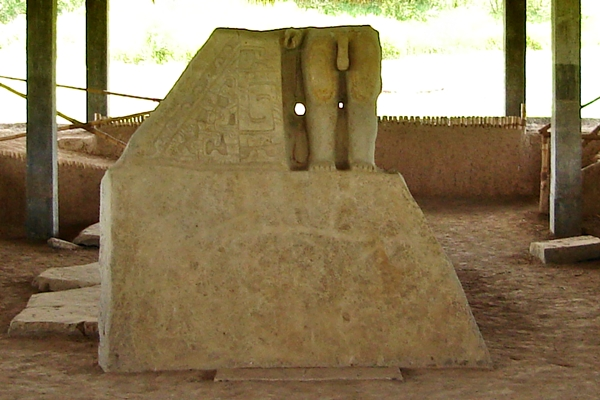
Sito archeologico di Tamtoc - Monumento 22.

Di particolare interesse una particolare piattaforma, scoperta nel 1946, che serviva di supporto per un tempio rettangolare, datato con molta approssimazione tra il 900 ed il 1500 d.C.; l'intero edificio era ornato da pitture murali su ogni lato: su tre fasce vi erano le raffigurazioni di vari personaggi, con un fregio ornamentale geometrico che suddivideva le fasce. La parte inferiore, che contiene delle  greche, è molto rovinata, molto difficile da identificare. Allo stesso modo le figure presenti nelle parti inferiori e superiori sono molto frammentarie; si possono vedere delle piume, dei cerchi ed alcuni volti, senza però decifrare il significato globale della scena. Solo il fregio centrale è ancora leggibile: vi sono rappresentati dodici personaggi che indossano abiti sgargianti e ripresi in differenti atteggiamenti. I primi cinque, in posizione seduta, hanno in mano oggetti non bene identificabili, hanno complicate acconciature ed indossano cinture con fibbie estremamente sofisticate. Tutti gli altri personaggi sono in posizione eretta, con una differente maschera che copre il viso e con capigliature ricche di accessori. Ogni personaggio è caratterizzato da molti accessori: ventagli, sonagli, berretti a forma di cono tipici del popolo huasteco ed altro ancora. Gli archeologi ritengono che si tratti sempre di differenti rappresentazioni del dio Quetzalcóatl.
Le altre principali strutture architettoniche del sito sono:
- El Cubilete, alto ben 36 m;
- El Tantoque, di 21 m, che era probabilmente una struttura religiosa;
- El Corcovado, una struttura circolare, considerata come un punto commerciale e politico;
- il Monumento 32, dal peso stimato di 10 tonnellate, ha inciso in bassorilievo alcune figure femminili;
- il Monumento 22, con la rappresentazione di un uomo denudato con il pene perforato e protetto da una custodia fatta in ixtle. Si riteine che sia una allusione alla creazione dell'uomo del Quinto Sole fatta da Quetzalcóatl. Sfortunatamente della statua rimane solo la parte inferiore.

## El Consuelo

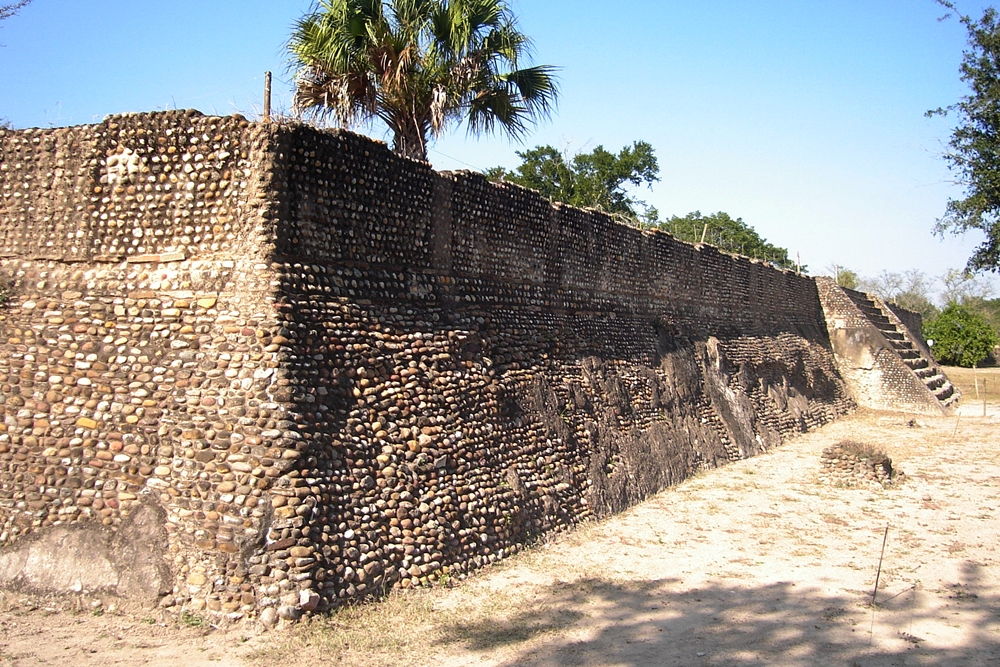
Vista del sito El Consuelo.

Posto a sud-est della città moderna, lungo la carrettera n. 70 che porta a Tampico, il sito prende il nome di El Consuelo dalla azienda agricola in cui è stato scoperto. Il villaggio fu costruito ed abitato tra il XIII ed il XVI secolo e fu abbandonato all'inizio della conquista spagnola.

## Tzintzin - Lujub
Il sito archeologico è conosciuto ora come Agua Nueva ed è ubicato all'interno del rancho El Huracá, di proprietà privata. Il sito si trova a più di 18 Km dalla strada di comunicazione Tamuín - San Vicente Tancuayalab.